# Болат-хан
Болат-хан (каз. Болат хан; помер 1729) — казахський правитель, хан Казахського ханства від 1718 до 1729 року.

## Життєпис
Був сином Тауке-хана. Прийшов до влади після смерті Кайип-хана.
За його правління відбувся остаточний розпад Казахського ханства на три окремих князівства (Старший, Середній і молодший жузи). Частина родів Молодшого й Середнього жузів обрала своїм ханом Абулхайра. У Ташкенті ханом Старшого жуза був проголошений Жолбарис-хан, а частина родів Середнього жуза обрала ханом Самеке. Жузи були розділені, провадили свою самостійну й незалежну політику.
Через слабкість ханської влади казахський народ узяв на себе організацію спротиву джунгарам. Лідери жузів вирішили об'єднати зусилля задля відбиття ворожого вторгнення. Головнокомандувачем казахського ополчення був обраний хан Молодшого жуза Абулхайр.
1728 року казахські загони в районі озера Чубар-Тенгіз, на березі річки Буланти, завдали важкої поразки джунгарській армії. У грудні 1729 року або січні 1730 року на південь від озера Балхаш відбулась остання велика битва. Джунгари зазнали ще однієї поразки й тимчасово припинили свій наступ на казахські кочовища.
Того ж, 1729 року, після смерті Болат-хана почалась боротьба за казахський престол між його сином Абілмамбетом, Самеке-ханом та Абулхайр-ханом.